# Shamatha
Shamatha (Sanskrit, Śamatha, Devanagari-Schrift शमथ deutsch ‚ruhiges Verweilen‘, Pali samatha, tibetisch ཞི་གནས་ Wylie gzhi gnas) ist eine buddhistische Meditationstechnik. Sie kann mit „ruhiges“ oder „friedvolles Verweilen“ übersetzt werden. Es handelt sich um eine Meditationstechnik, welche u. a. der historische Buddha gelehrt hat.
Elemente in ihrer fortschreitenden Entwicklung sind Jhāna und Vipassanā.
Samatha-bhāvanā zielt auf die Entwicklung von Konzentration und damit auf die Stabilität des Geistes ab. Es können verschiedene Konzentrationsstufen erlangt werden wie „Anfängliche“ oder „Zugangs-Konzentration“ (upacāra samādhi) sowie tiefere Formen wie die Absorption des Geistes (appanā  samādhi) in den Versenkungstufen der jhānas, Sanskrit Dhyanas, oder die Konzentration von Moment zu Moment (khaṇika samādhi).